# 苏州大学附属中学
苏州大学附属中学位于中华人民共和国江苏省苏州市苏州工业园区东振路29号。该学校始建于 1996 年，由苏州工业园区管委会与苏州大学合作举办，是一所江苏省重点中学、四星级高中。

## 校内风波
2023年6月高考前后由于校方决定调整高考假期，可能导致学生要连上超过一周的课程而导致不满。于是有学生采取行动散发传单，向校方抗议施压。并且有人在中午食堂站在餐桌上用喇叭进行抗议。有文科班同学在二楼平台上合唱具有鲜明无产阶级革命特色的国际歌以支持抗议。后校方暂时妥协，宣布放假。但是据称主要抗议者受到了处分。
此事在中国境内的知名短视频平台B站上也引起了相当大的关注。